# 第三国油塔
3°9′24″N 101°42′40″E / 3.15667°N 101.71111°E
第三国油塔，前称勘探大厦，位于马来西亚吉隆坡城中城的安邦路，是一座建于「城中城 Lot C」的摩天大樓。其占地1.06英畝（0.43公頃），位于吉隆坡城中城南角，与双峰塔毗鄰。该塔有6层连接至阳光广场购物中心，而其他楼层则是办公室。第三国油塔也是国油勘探、国油E&D子公司和一些跨国公司的子公司如微软马来西亚等的总部。本塔与吉隆坡會展中心和帝宝公寓（The Binjai On The Park）皆属于第二期吉隆坡城中城计划工程，由城中城房地产控股有限公司（KLCCP）兴建并拥有，估计总花费约为1亿令吉。大厦采用了铝和玻璃幕墙作为覆面，建筑内构主要是商场和办公楼。

## 建造
第三国油塔于2006年尾动土，并在2009年2月完工。2009年1月，城中城房地产控股有限公司（KLCCP）向大宇工程建设授予了660万令吉的上层建筑合同，该项目于2009年3月开始建设顶层建筑。
零售商场部分于2010年准备就绪，其次是2011年10月的办公楼。办公楼可容纳840,000平方英尺（78,000平方）净出租办公空间，而建筑物的零售部分估计也有140,000平方英尺（13,000平方）。本塔未来也会和附近的「城中城Lot D」以地下隧道的方式连接。

## 大廈內的承租戶
- Marini's餐廳（57樓）
- 國際石油開發帝石株式會社（42樓）
- 麥肯錫管理顧問公司（27樓）
- 微軟（26樓）
- 彭博通訊社（24樓）
- 美客多（19樓）
- Hess Energy（14樓）